# Uzan (Frankrijk)
Uzan is een gemeente in het Franse departement Pyrénées-Atlantiques (regio Nouvelle-Aquitaine) en telt 151 inwoners (2005). De plaats maakt deel uit van het arrondissement Pau.

## Geografie
De oppervlakte van Uzan bedraagt 6,2 km², de bevolkingsdichtheid is 24,4 inwoners per km².
De onderstaande kaart toont de ligging van Uzan (Frankrijk) met de belangrijkste infrastructuur en aangrenzende gemeenten.

## Demografie
Onderstaande figuur toont het verloop van het inwonertal (bron: INSEE-tellingen).